# Palácio Entre Rios

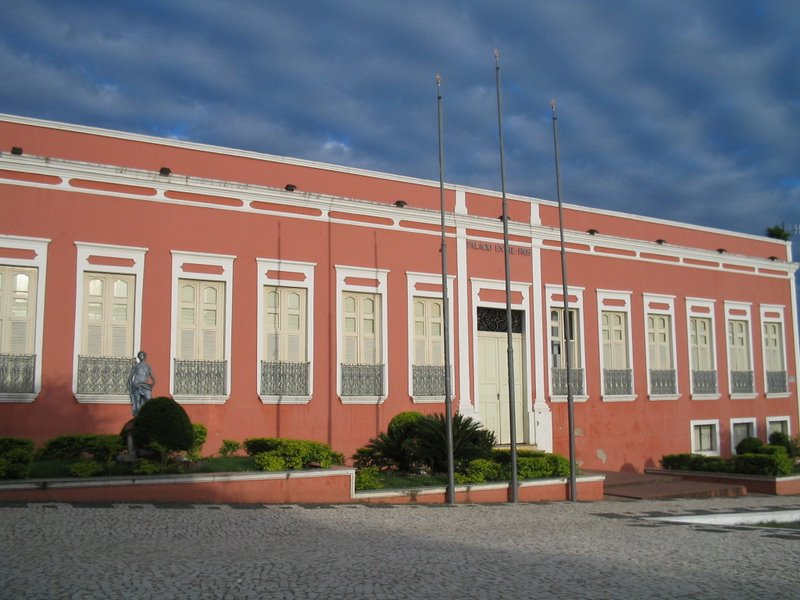
Palácio Entre Rios - Atual sede da prefeitura de Baturité

O Palácio Entre Rios é um casarão histórico datado do século XIX (entre os anos de 1877 e 1878), localizado em Baturité, estado do Ceará e situa-se à Praça da Matriz, formando um conjunto harmonioso com o Pelourinho, marco da fundação da cidade, e a Igreja Matriz. Seu nome vem do fato de ter sido construído entre dois pequenos rios que cruzam a cidade, sendo ditado pelo padre jesuíta Aloísio Furtado e foi construído para ser a sede da Casa da Câmara, sendo a atual sede da Prefeitura Municipal.
Foi construído por proposta apresentada à câmara, na data de 12 de janeiro de 1869, sendo o autor da proposta, o vereador Filinto Irineu. O prédio permaneceu desativado por vários anos quando foi recuperado e conservando sua estrutura original, graças à ajuda de Astrolábio Batista. Sua construção segue o estilo colonial.